# ルドヴィコ・マリア・シニストラリ
ルドヴィコ・マリア・シニストラリ（Ludovico Maria Sinistrari、1622年2月26日 – 1701年）は、イタリアのフランシスコ会司祭、著作家。

## 生涯
イタリアのアメーノに生まれる。パヴィーアで学び、1647年にフランシスコ会に入った。彼はパヴィーアの学生に哲学と神学を教えるが、その中の何人かは彼の名声によってその地域に来た。
シニストラリは、ローマの教理省の顧問だった。彼はエクソシスムの専門家とみなされ、クベバ、カルダモン、ショウガ、ナツメグなどの様々な植物やその他の物質のエクソシスムにおける効能について執筆した。彼はまた、悪魔学、性的行為に関連する罪、およびそれらの組み合わせ（悪魔との性行為で告発された人物の調査も含む）の専門家と考えられていた。これらの知識から彼が述べた証言は、ウィッチクラフトの告発の後に行われる異端審問で参考とされた。
彼はマルティン・ルターを、様々な時代において カトリック教会の敵に対して用いられたように、「悪魔から生まれた男」と言及していた。

## 著作
シニストラリは多作の著作家であり、17世紀における異端審問に関連した多くの著作を書いた。特にインクブス(インキュバス)、スクブス(サキュバス)、その他の悪霊、地球が回転するという思想、罪深いと見なされていた性行為について執筆した。
- De Daemonialitate et Incubis et Succubis 『悪魔姦、あるいはインクブスとスクブスについて』[5]
- Lewdness - 性的罪（特に同性愛）を取り扱った。
- Peccatum Mutum 『沈黙の罪』 - 最終的に1893年に出版され、特にソドミーを取り扱った。
- De Delictis et Poenis Tractatus Absolutissimus 『犯罪と罰の最も絶対的な論文』 - 1688年に執筆が始まり、彼が死去する1年前の1700年に完成した。フランシスコ会によって一般的な共同体における犯罪綱領の執筆を依頼され、それはシニストラリの異端審問の仕事にも関係していたにもかかわらず、本書は1709年に禁書目録に追加され、禁止された（裁判官の資格に関する問題を扱っていた）。